# Hochheimer Markt

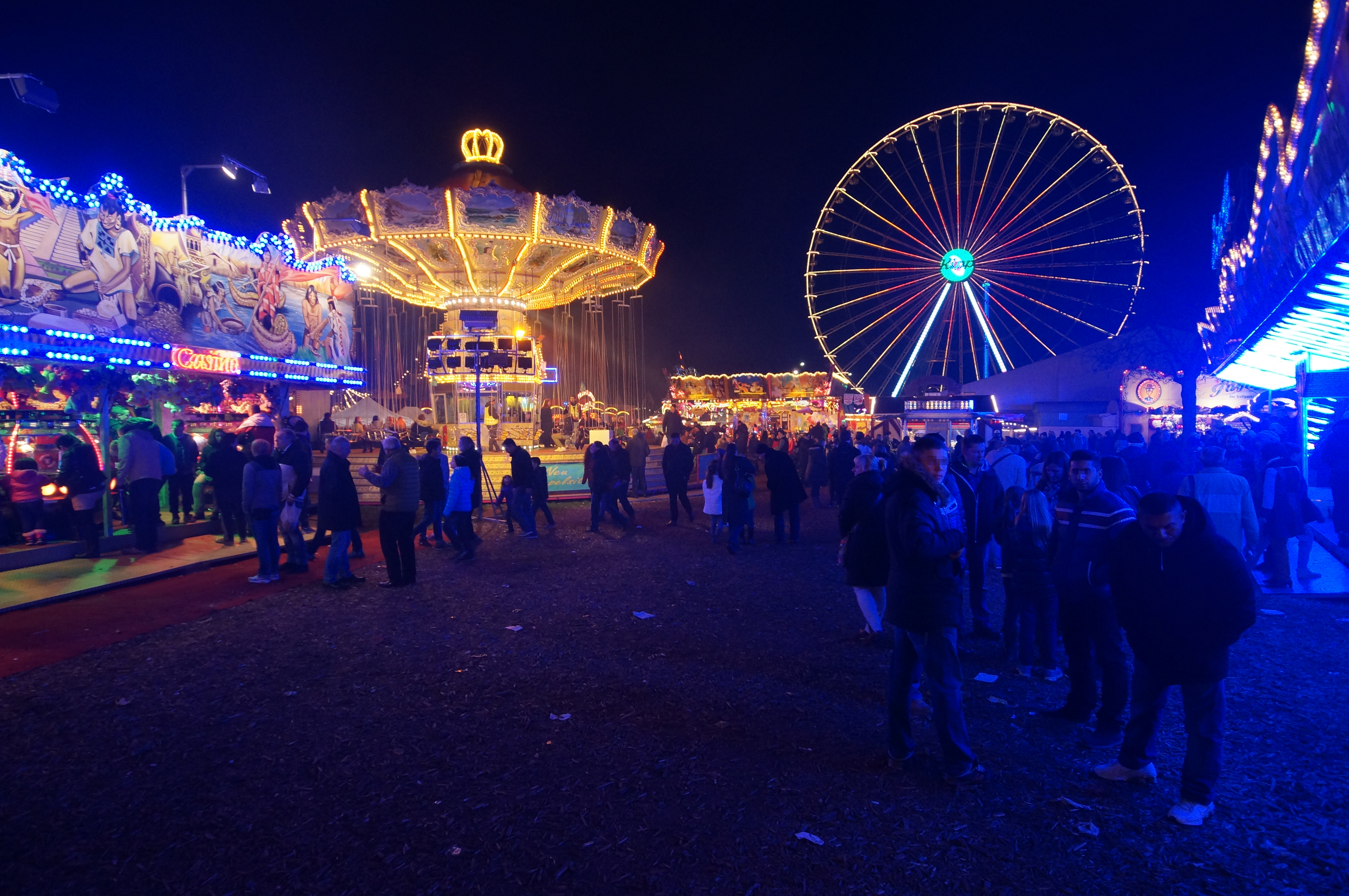
Der 530. Hochheimer Markt auf dem Marktgelände „Am Weiher“

Der Hochheimer Markt ist einer der größten und traditionsreichsten Herbstmärkte in Deutschland.

## Geschichte
Im Jahr 1484 erhielt Hochheim am Main von Kaiser Friedrich III. das Privileg zur Abhaltung von Jahrmärkten, von denen sich nur der Herbstmarkt bis heute erhalten hat. Und auch der ursprünglich früher liegende Termin zu dessen Abhaltung wurde bald auf den ersten Samstag nach Allerseelen verschoben, besonders mit Rücksicht darauf, dass erst dann die Weinlese und die Arbeiten im Keller abgeschlossen waren. Denn der Hochheimer Markt diente ursprünglich der ländlichen Bevölkerung der Region, das heißt, der großen Mehrheit, zur Vermarktung der Ernte. Somit waren die Markttage geprägt durch einen Großauftrieb von Vieh- und Pferdehändlern und durch eine besondere Art der Versteigerung von Fasswein, die „Gabelung“. Dabei wurde zunächst die Qualität des Weins in allen Fässern durch Verkostung bewertet. Wer bei der Versteigerung für das beste Fass mitbieten wollte, musste auch das schlechteste nehmen. Für das zweitbeste gab es das zweitschlechteste dazu. Und so ging die Versteigerung weiter, bis alle Fässer vermarktet waren. Auf diese Weise war zwar sichergestellt, dass niemand wegen schlechter Qualität, die ja mitunter wegen natürlicher Einflüsse nicht immer zu verhindern war, auf seiner Ernte sitzen blieb, andererseits fehlte aber auch der Anreiz, an der Weinqualität wirklich zu arbeiten. Schließlich wurde dieses System auch aufgegeben.

## Heutige Situation
Der Hochheimer Markt unserer Zeit hat sich zu einer Mischung aus Kram-, Vergnügungs- und Viehmarkt entwickelt mit einer Ausstellung von landwirtschaftlichen Maschinen und mit Ausstellungen, Leistungsschauen und Prämierungen in der Pferde-, Rinder-, Schaf- und Ziegenzucht. Am Marktmontag findet nach alter Tradition immer noch der Auftrieb auf dem Viehmarktgelände statt. Von den Händlern werden Pferde, Ponys, Ziegen, Schafe, Schweine, Kaninchen und Federvieh zum Verkauf angeboten. Amtstierärzte wachen über die Einhaltung der tierseuchenrechtlichen Bestimmungen und des Tierschutzes.

## Organisation
Der Markt erstreckt sich über eine Fläche von rund 65.000 Quadratmetern auf dem Freigelände Am Weiher. Das Programm beginnt am Freitag und endet am Dienstagabend mit einem Feuerwerk. Jährlich kommen an den Markttagen bis zu 600.000 Besucher nach Hochheim. Der Besucherandrang erfordert umfangreiche organisatorische Maßnahmen. Die ganze Stadt wird weitgehend für den Durchgangsverkehr gesperrt. Außerhalb der Stadt werden umfangreiche Parkzonen auf freiem Feld eingerichtet, Landstraßen werden einseitig zu Parkzonen erklärt, Pendelbusse transportieren Besucher von und zum Marktgelände, wenn sie nicht, wie traditionell üblich, das Gelände am Weiher zu Fuß aufsuchen. Ebenso traditionell sind die Schwierigkeiten, die sich aus dem oft regnerischen Wetter der Jahreszeit ergeben. Um das Gelände passierbar zu machen und zu halten, sind fast jährlich umfangreiche Sofortmaßnahmen zu treffen, beispielsweise wurden 2009 an einem einzigen Markttag rund 40 Kubikmeter Rindenmulch ausgebracht, um das Gelände begehbar zu halten.